# لوبیوو (استان کویافسکو-پومورسکی)
لوبیوو (به لاتین: Lubiewo) یک روستا در لهستان است که در گمینا لوبیوو واقع شده‌است.
 لوبیوو  ۱٬۰۱۲ نفر جمعیت دارد.